# Crank – Felpörögve
A Crank – Felpörgetve (eredeti cím: Crank) 2006-ban bemutatott amerikai akciófilm, melynek forgatókönyvírója és elsőfilmes rendezője Mark Neveldine és Brian Taylor. A főbb szerepekben Jason Statham, Amy Smart, Jose Pablo Cantillo, Efren Ramirez, Dwight Yoakam, Carlos Sanz és Keone Young látható.
A film forgalmazója a Lakeshore Entertainment és a Lions Gate Films. Az Amerikai Egyesült Államokban 2006. szeptember 1-jén jelent meg 2515 moziban, kedvező kritikai fogadtatás mellett.
Folytatása 2009-ben jelent meg Crank 2. – Magasfeszültség címen.

## Cselekmény
Chev Chelios telefonhívásra ébred. A telefonban közlik vele, hogy megmérgezték, s már csak egy órája van hátra. Cheliosnak rohannia kell az életéért. Csak úgy képes lelassítani a szívét leállító mérget, ha testében folyamatosan magasan tartja az adrenalin szintet! Ahogy az óra sebesen ketyeg, Chelios nagy zűrzavart okoz Los Angeles utcáin, s mindenkit elsöpör, aki az útjába mer állni. Meg kell mentenie szerelmét, ki kell cseleznie az őt üldöző fejvadászokat, s meg kell találnia az ellenanyagot is, mielőtt szíve végleg feladja.

## Szereplők
| Szerep       | Színész             | Magyar hang          |
| ------------ | ------------------- | -------------------- |
| Chev Chelios | Jason Statham       | Jakab Csaba          |
| Eve Lydon    | Amy Smart           | Mezei Kitty          |
| Ricky Verona | Jose Pablo Cantillo | Csík Csaba Krisztián |
| Kaylo        | Efren Ramirez       | Sánta László         |
| Miles doktor | Dwight Yoakam       | Berzsenyi Zoltán     |
| Carlito      | Carlos Sanz         | Kárpáti Levente      |
| Orlando      | Reno Wilson         | Papp Dániel          |